# فتیله‌ای
فتیله‌ای، گوش بره (نام علمی: Phlomis) نام یک سرده از تیره نعناعیان است.